# Wikipédia en palatin
Wikipédia en palatin (en palatin : Pälzisch Wikipedia) est l’édition de Wikipédia en palatin, langue germanique parlée principalement en Rhénanie-Palatinat en Allemagne. L'édition est lancée le 14 novembre 2010. Son code est : pfl.
Au 20 mars 2025, l'édition en palatin contient 2 802 articles et compte 12 879 contributeurs, dont 15 contributeurs actifs et 4 administrateurs.

## Présentation

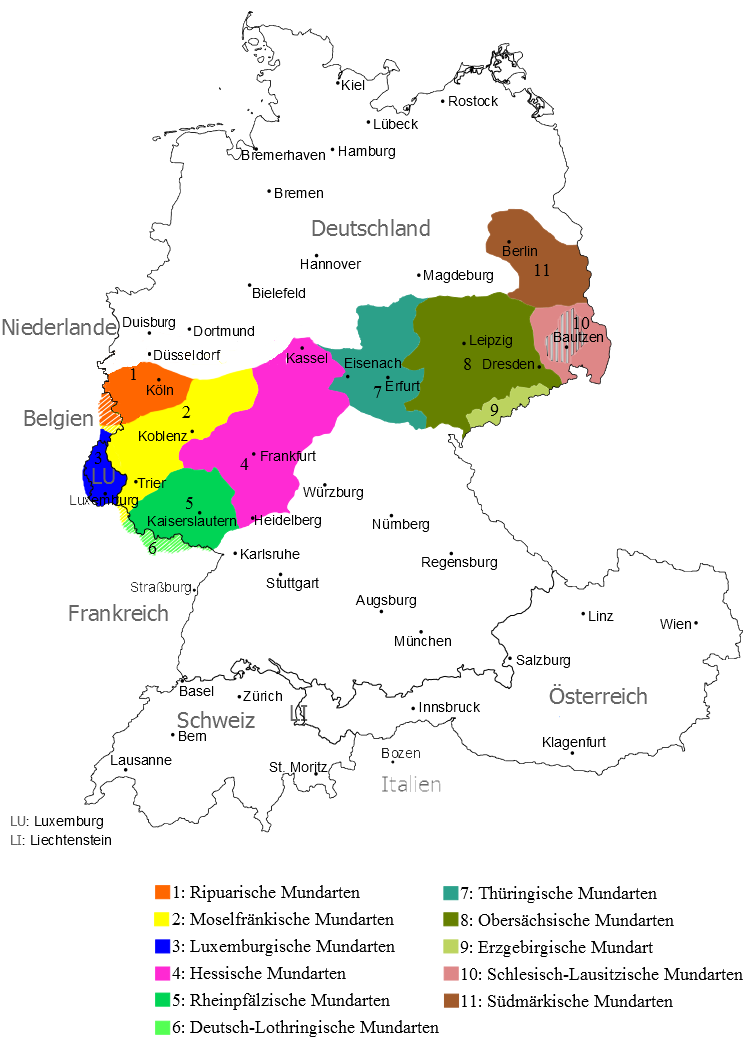
Aire de diffusion du palatin au sein du moyen allemand (n°5 sur la carte).
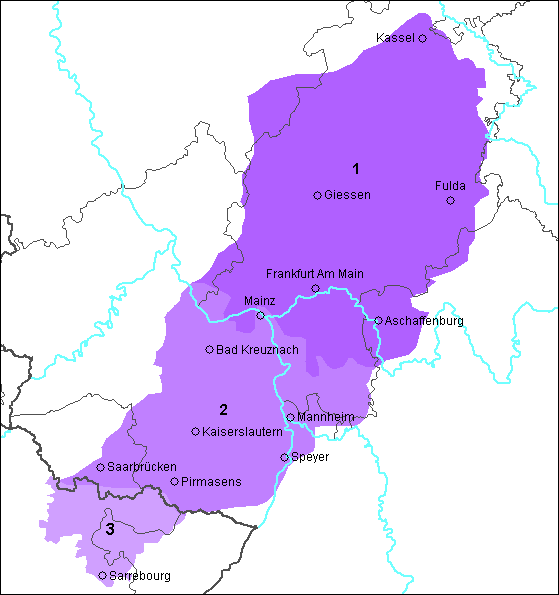
Aire de diffusion du palatin au sein du francique rhénan (n°2 sur la carte).

## Statistiques
- Le 12 mars 2015, l'édition en palatin compte 1 998 articles et 4 454 utilisateurs enregistrés[2], ce qui en fait la 204e[3] édition linguistique de Wikipédia par le nombre d'articles et la 241e[4] par le nombre d'utilisateurs enregistrés, parmi les 287 éditions linguistiques actives.
- Le 25 octobre 2022, elle contient 2 740 articles et compte 10 919 contributeurs, dont 16 contributeurs actifs et 4 administrateurs.
- Le 30 septembre 2024, elle contient 2 770 articles et compte 12 453 contributeurs, dont 17 contributeurs actifs et 4 administrateurs.